# 小葉石薯
（學名：Gonostegia matsudae）又名小叶糯米团，是荨麻科糯米团属的植物，分布於台灣、菲律賓、斯里蘭卡等地。

## 學名問題
小葉石薯最早在1853年時被命名為Pouzolzia parvifolia Wight，彼時它被認為屬於雾水葛属。後在1870年時變為現接受名Gonostegia parvifolia  (Wight) Miq.。
該植物在台灣於1912年由相馬禎三郎採集，並在1925年由山本由松命名為Memorialis neurocarpa，並將另一植物命名為Memorialis matsudae。山本由松與正宗嚴敬於1931年將兩者移至石薯属，後研究認為兩者為同一植物故將其合併，並將G. neurocarpa視作異名。